# Лищицька волость
Лищицька волость — адміністративно-територіальна одиниця Берестейського повіту Гродненської губернії Російської імперії. Волосний центр — село Лищиці.
На 1885 р. у волості налічувалось 17 сіл (об'єднаних у 20 громад), 395 дворів, 2 325 чоловіків і 2 317 жінок, 10 444 десятини землі (7 432 десятини орної).
За Берестейським миром, підписаним 9 лютого 1918 року територія волості ввійшла до складу Української Народної Республіки.

## У складі Польщі
Після окупації в лютому 1919 р. поляками Полісся волость назвали ґміна Лищице, входила до Берестейського повіту Поліського воєводства Польської республіки. Центром ґміни було село Лищиці.
За переписом 1921 року в 41 поселенні ґміни налічувалось 676 будинків і 3304 мешканці (482 римокатолики, 2753 православні, 14 євангелістів і 55 юдеїв).
Розпорядженням Міністра внутрішніх справ Польщі 23 березня 1928 р. ліквідовано ґміну, а територію приєднано до ґміни Мотикали.